# Henryka Maria de France
Henryka Maria Francuska, fr. Henriette-Marie de France, ang. Henrietta Maria of France (ur. 25 listopada 1609 – 10 września 1669) – księżniczka francuska, królowa Anglii, Szkocji i Irlandii w latach 1625–1649 jako żona Karola I Stuarta.

## Wczesne życie
Urodziła się w paryskim Luwrze jako najmłodsza córka Henryka IV i Marii Medycejskiej. Jej starszym braćmi byli późniejszy król Ludwik XIII i książę Orleanu Gaston, a starszymi siostrami Elżbieta (królowa Hiszpanii) i Krystyna Maria (księżna-regentka Sabaudii). Jej ojciec został zamordowany, kiedy Henryka miała niecały rok, a siedem lat później jej matka została wygnana z Francji. Henryka została wychowana na żarliwą katoliczkę, a za mąż wydano ją za angielskiego króla.
Ślub Henryki i Karola per procura odbył się 11 maja 1625 roku, zaraz po jego akcesji. Para spotkała się 13 czerwca 1626 roku, w St Augustine’s Church w Canterbury w hrabstwie Kent, gdzie ceremonię ślubną powtórzono. Ze względu na swoją religię, Henryka Maria nie została koronowana razem ze swoim mężem.

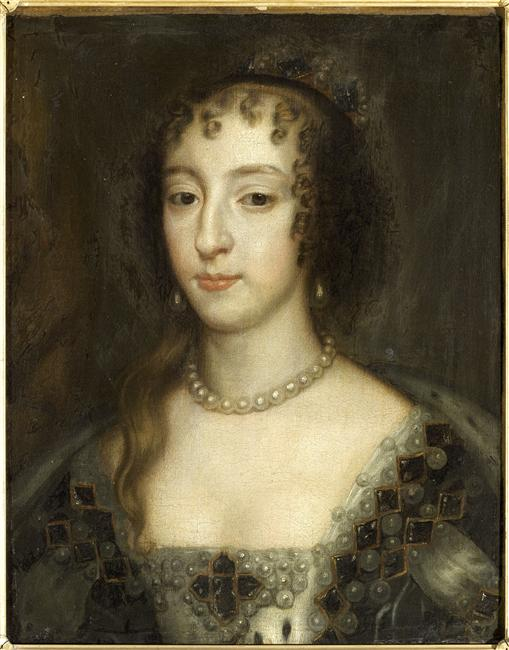
Królowa Anglii (Sir Peter Lely, 1660)

Henryka Maria przywiozła z Francji swój własny dwór, którego utrzymanie wiele kosztowało skarb królewski. Karol chciał oddalić dwór małżonki, a pozostawić jej jedynie spowiednika i dwie damy do towarzystwa, ale odwołał swój rozkaz. Para królewska nie była zgodna, często dochodziło między nimi do kłótni, a następnie małżonkowie unikali się przez całe tygodnie.
Królowa nie lubiła faworyta męża, księcia Buckingham, a gdy został on zamordowany przez Johna Feltona w sierpniu 1628 roku, jej stosunki z mężem uległy znacznej poprawie.

## Niepopularna królowa
Jej odmowa wyrzeczenia się katolicyzmu spowodowała, że wielu ludzi odsunęło się od niej, np. William Laud, arcybiskup Canterbury i Thomas Wentworth, earl Strafford. Jednak kiedy w Anglii miała wybuchnąć wojna domowa, Henryka szukała funduszy, żeby wesprzeć swojego męża. Konflikt rozpoczął się w sierpniu 1642 roku, a Henryki nie było wtedy w Anglii. Wysyłała pieniądze rojalistom, ale nie powróciła do kraju aż do następnego roku, gdy razem z oddziałami i bronią wylądowała w Bridlington w Yorkshire i wsparła rojalistów walczących w północnej Anglii. Kilka miesięcy później połączyła się z królem w Oksfordzie. Kiedy król odniósł ostateczną porażkę i odmówił podpisania konstytucji, Henryka razem z córką Henryką Anną i synami uciekła w lipcu 1644 roku do Francji (najstarszy – Karol osiadł w Hadze, w Holandii). Jej mąż Karol został ścięty w 1649 roku, a Oliver Cromwell ogłosił się Lordem Protektorem.

## Wygnanie i wdowieństwo

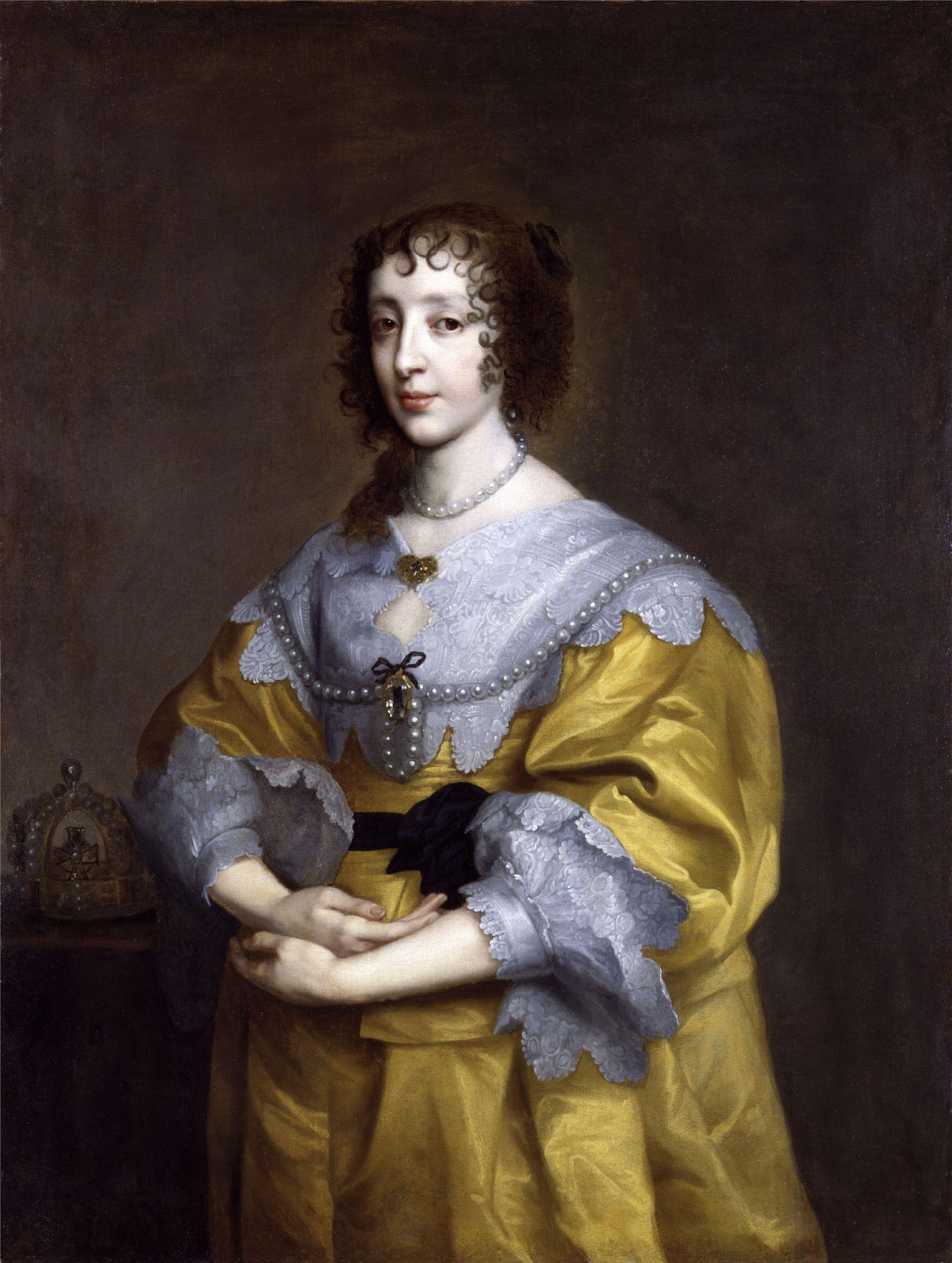
Henryka Maria (Antoon van Dyck, 1632/1635)

Królowa zamieszkała w Paryżu, gdzie wokół niej zbierali się rojaliści z Anglii, powróciła do kraju dopiero po restauracji monarchii w październiku 1660 roku i zamieszkała w Somerset House w Londynie. W 1665 roku powróciła do Francji, gdzie ufundowała klasztor w Chaillot i tam osiadła. Zmarła w Château de Colombes. Została pochowana w królewskiej nekropoli − bazylice Saint-Denis koło Paryża.
Imieniem Henryki Marii nazwano jeden ze stanów w Stanach Zjednoczonych – Maryland (łac. Terra Mariae). Również przylądek Cape Henrietta Maria w Zatoce Hudsona, w północnej części Ontario został nazwany na jej cześć.

## Potomstwo
- Karol Jakub (1629), książę Kornwalii
- Karol II (1630–1685), król Anglii i Szkocji
- Maria (1631–1660), poślubiła Wilhelma II Orańskiego
- Jakub II (1633–1701), król Anglii i Szkocji
- Elżbieta (1635–1650)
- Anna (1637–1640)
- Katarzyna (1639)
- Henryk (1640–1660), książę Gloucester
- Henryka Anna (1644–1670), poślubiła Filipa I Orleańskiego